# Naval Submarine Base New London
| Basens sigill och flygfoto över området från 1990 med Submarine Force Library and Museum och museifartyget USS Nautilus i förgrunden. |  | Basens sigill och flygfoto över området från 1990 med Submarine Force Library and Museum och museifartyget USS Nautilus i förgrunden. |
| Basens sigill och flygfoto över området från 1990 med Submarine Force Library and Museum och museifartyget USS Nautilus i förgrunden. |  | |

Naval Submarine Base New London är en örlogsbas tillhörande USA:s flotta belägen i utkanten av staden Groton, New London County i delstaten Connecticut.
Basen som funnits sedan 1868 är belägen uppströms med floden Thames som mynnar ut i estuariumet Long Island Sound. Från 1915 har basen kontinuerligt varit hemmahamn för ubåtar och anses idag vara det amerikanska ubåtsvapnets hemort/vägskäl då grundutbildningen av samtliga ubåtsbesättningar sker här.
Basen upptar en yta om 27,8 hektar samt ytterligare mark för tjänstebostäder. På området finns över 70 militära enheter, inklusive Naval Submarine School (NAVSUBSCOL), Naval Submarine Support Facility (NSSF), två Submarine Squadronstaber, 14 attackubåtar (varav 10 av Virginia-klass och 4 av Los Angeles-klass) samt bostäder och tillhörande kringanläggningar för 21 000 militärer, civilanställda och deras familjer.

## Submarine Force Library and Museum
I anslutning till basen finns ett museum, Submarine Force Library and Museum, kring det amerikanska ubåtsvapnets historia. Världens första atomubåt, USS Nautilus, är sedan 1986 ett museifartyg som är förtöjd vid och ingår i museet.